# 科菲維爾 (密西西比州)
科菲維爾（英語：Coffeeville）是一個位於美國密西西比州亞洛布沙縣的城鎮。根據2010年美國人口普查，該地共人口905人，而該地的面積約為5.70平方千米。同時該地也是亞洛布沙縣的縣治。

## 地理
科菲維爾的座標為33°58′40″N 89°40′38″W / 33.97778°N 89.67722°W，而該地的平均海拔高度為81米（即266英尺）。